# Otenis
Otenis is een kevergeslacht uit de familie van de boktorren (Cerambycidae). De wetenschappelijke naam van het geslacht werd voor het eerst geldig gepubliceerd in 1917 door Heller.

## Soorten
Otenis is monotypisch en omvat slechts de volgende soort:
- Otenis chalybaea Heller, 1917